# Adam Federici
Adam Jay Federici (ur. 31 stycznia 1985 w Nowra) – australijski piłkarz, reprezentant kraju grający na pozycji bramkarza.

## Kariera piłkarska
Karierę piłkarską rozpoczął w 2002 w klubie z Anglii Wolverhampton Wanderers. W 2003 przeniósł się do włoskiego zespołu Sassari Torres. Od 2004 do 2015 był zawodnikiem zespołu Reading, dla którego wystąpił w 209 spotkaniach i strzelił 1 bramkę 15 lipca 2006 przeciwko drużynie Bromley. W 2004 został na rok wypożyczony do drużyny Maidenhead United, dla której wystąpił w 15 spotkaniach. W 2005 został wypożyczony do zespołu Northwood, dla którego zaliczył 4 spotkania. W tym samym roku został wypożyczony do zespołu Carshalton Athletic, dla którego wystąpił w 25 spotkaniach. W 2006 został wypożyczony do drużyny Bristol City. Nie wystąpił jednak w żadnym spotkaniu tej drużyny. W 2008 był wypożyczony do zespołu Southend United, dla którego zaliczył 10 spotkań. Od 2015 jest piłkarzem angielskiego Bournemouth

## Kariera reprezentacyjna
Karierę reprezentacyjną rozpoczął w 2010. W 2010 został powołany przez trenera Pima Verbeeka na MŚ 2010. Jak dotychczas wystąpił w reprezentacji w 10 spotkaniach.